# Mount Analogue
Mount Analogue är ett berg i Antarktis. Det ligger i Västantarktis. Inget land gör anspråk på området. Toppen på Mount Analogue är 3 170 meter över havet, eller 255 meter över den omgivande terrängen. Bredden vid basen är 1,5 km.
Terrängen runt Mount Analogue är kuperad norrut, men söderut är den bergig.